# Њупорт (Минесота)
Њупорт (енгл. Newport) град је у америчкој савезној држави Минесота.

## Демографија
По попису из 2010. године број становника је 3.435, што је 280 (-7,5%) становника мање него 2000. године.
| Група             | 2000.         | 2010.         |
| Белци             | 3.347 (90,1%) | 2.818 (82,0%) |
| Афроамериканци    | 63 (1,7%)     | 173 (5,0%)    |
| Азијати           | 55 (1,5%)     | 132 (3,8%)    |
| Хиспаноамериканци | 158 (4,3%)    | 221 (6,4%)    |
| Укупно            | 3.715         | 3.435         |